# Creuse, Somme

Creuse este o comună în departamentul Somme, Franța. În 1 ianuarie 2022 avea o populație de 193 de locuitori.